# سانتياغو ألفاريز
سانتياغو ألفاريز (بالإسبانية: Santiago Álvarez)‏ هو كاتب سيناريو ورسام ومنتج أفلام ومخرج وممثل كوبي، ولد في 18 مارس 1919 بهافانا في كوبا، وتوفي بنفس المكان في 20 مايو 1998 بسبب مرض باركنسون. بدأ مشواره المهني سنة 1960.

## وصلات خارجية
- سانتياغو ألفاريز على موقع IMDb (الإنجليزية)
- سانتياغو ألفاريز على موقع مونزينجر (الألمانية)
- سانتياغو ألفاريز على موقع ألو سيني (الفرنسية)
- سانتياغو ألفاريز على موقع أول موفي (الإنجليزية)
- سانتياغو ألفاريز على موقع قاعدة بيانات الأفلام السويدية (السويدية)
- سانتياغو ألفاريز على موقع قاعدة بيانات الفيلم (الإنجليزية)
- سانتياغو ألفاريز على موقع كينوبويسك (الروسية)